# Willem van Haecht (schilder)

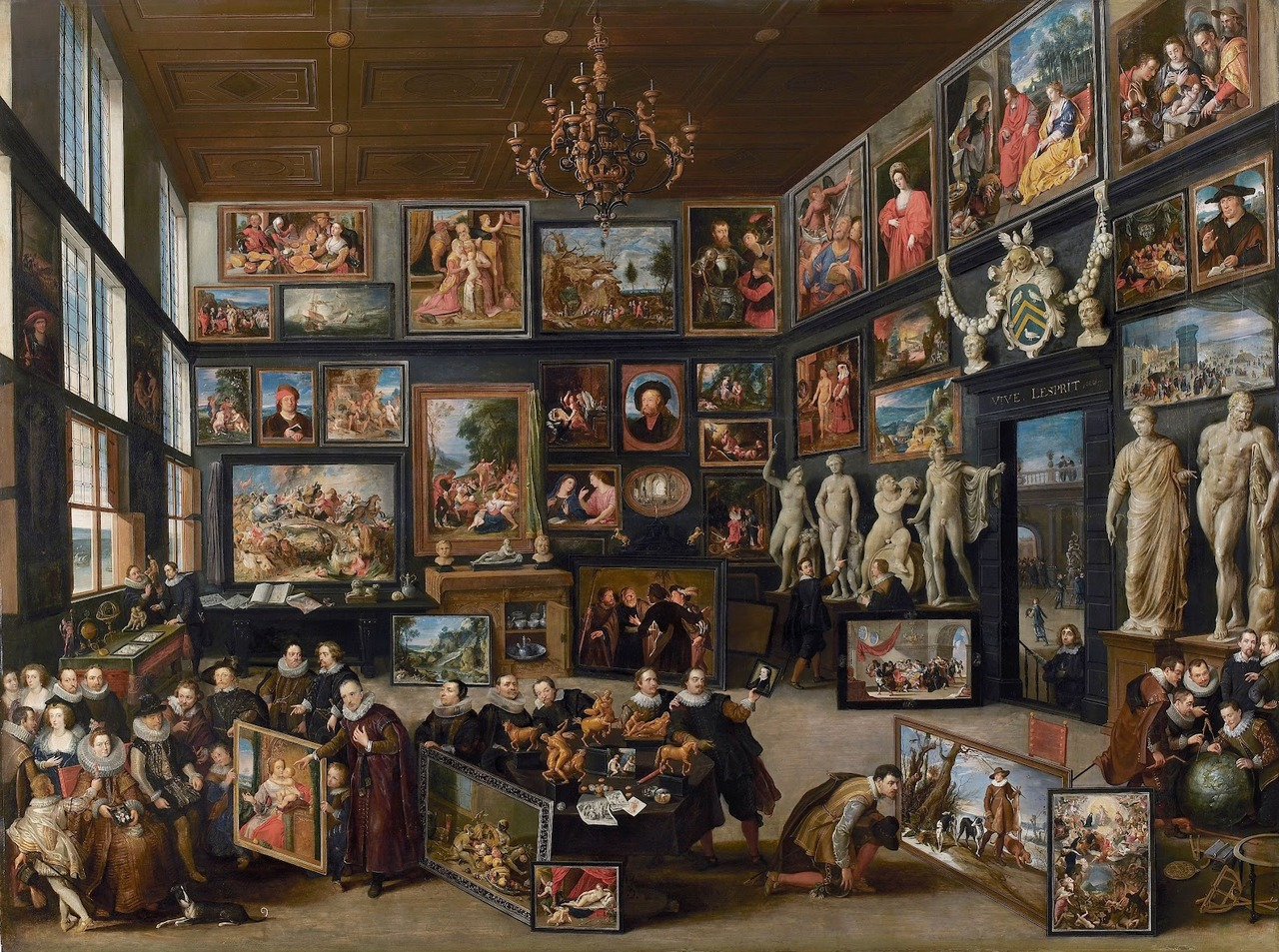
De kunstkamer van Cornelis van der Geest, 1628

Willem van Haecht (Antwerpen, 1593 – 12 juli 1637) was een Brabants barok-schilder, bekend van zijn geschilderde allegorische constcamers of kunstkamers, ook pronkkamer genoemd.

## Situering
Hij was de zoon van de landschapsschilder Tobias Verhaecht. Hij ging in de leer bij Peter Paul Rubens, werkte in Parijs van 1615 tot 1619 en reisde zeven jaar doorheen Italië. Van Haecht werd een meester in het Antwerpse Sint-Lucasgilde in 1626.
Vanaf 1628 werd hij opzichter van de kunstverzameling van de Antwerpse koopman en verzamelaar Cornelis van der Geest. Hij beeldde diens uitgebreide collectie af in het doek Schilderijengalerij van Cornelis van der Geest (1628, Rubenshuis te Antwerpen). Een uitgelezen voorbeeld van het typisch genre van de constcamer, waarbij de vermogende burgerij zich liet afbeelden in een denkbeeldige ruimte met de pracht van hun kunstcollectie. De linkerzijde van dit schilderij toont een aantal belangrijke figuren uit die tijd zoals de infante Isabella en aartshertog Albrecht, Peter Paul Rubens en Prins Władysław van Polen (man met zwarte hoed die de galerij bezoekt) en ook de gastheer zelf die een schilderij aanwijst. Men ziet vooraanstaande figuren die een schilderij keuren of samen een wereldbol bestuderen. Daarnaast werpen wij onuitgenodigd een blik op het decor waarin deze personen zich bewegen, bestaande uit afbeeldingen van werken van Jan Van Eyck, Bruegel, Rafaël, Titiaan enz.

## Tentoonstelling
In 2010 was er een tentoonstelling in het Antwerpse Rubenshuis aan de Wapper rond het schildersgenre kunstenkamer. Men toonde er werk van Antoon van Dyck en het Theatrum Pictorum van Teniers, de eerste van afbeeldingen voorziene catalogus.

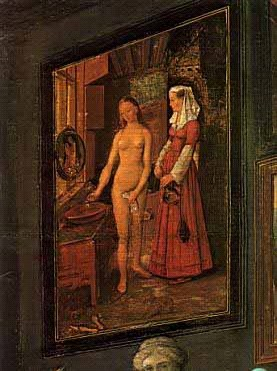
Detail van de kunstkamer van Cornelis van der Geest met daarop het werk Badende vrouw, een zeldzaam profaan tafereel van Jan Van Eyck. Verloren gegaan, maar dankzij Van Haecht nog gekend.
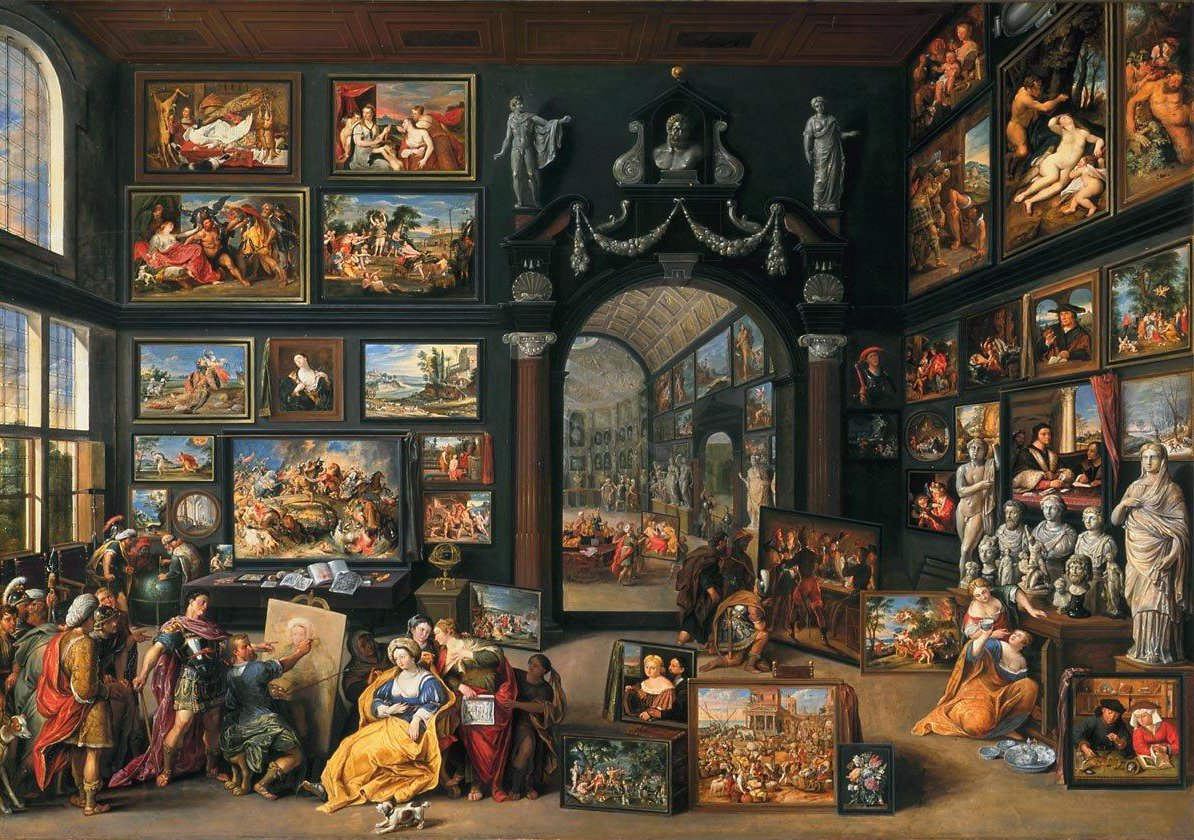
Apelles schildert Campaspe, ca. 1630